# Гладенька акула собача
Гладенька акула собача (Mustelus canis) — акула з роду Гладенька акула родини Куницеві акули. Інші назви «американська куницева акула», «смуглява акула-пес».

## Опис
Досягає 1,2-1,5 м у довжину та ваги у 12 кг. За будовою схожа на інших представників свого роду. Відрізняється забарвлення та місцем проживання. Забарвлення оливково-сіре або коричневе, іноді з жовтуватим чи зеленуватим відтінком.

## Спосіб життя
Вона населяє прибережні води і зазвичай зустрічається у дна на глибині до 18-20 м, втім іноді трапляється на глибинах до 200 м. Ця акула часто заходить у закриті затоки і гавані і іноді трапляється навіть в прісній воді. Великі зграї цього виду щорічно здійснюють протяжні міграції вздовж східних берегів США, прямуючи навесні в північні райони і повертаючись восени на південь.
Активна переважно вночі. Живиться головним чином крабами та іншими великими ракоподібними, восьминогами і дрібною рибою, а також молюсками і черв'яками. Вона дуже ненажерлива. Як показали проведені підрахунки, тільки в одній невеликій затоці 10 000 таких акул щорічно знищують 60 тисяч омарів, 200 тисяч крабів і близько 70 тисяч різних риб.
Статева зрілість у самців настає у 2-3 роки, у самиць — у 4-5 років. Це живородна риба. Самиця народжує від 10 до 20 акуленят після вагітності у 10-11 місяців.
Тривалість життя від 10 до 16 років.

## Розповсюдження
Досить звичайна біля атлантичного узбережжя США (від Массачусетса до Флориди), Бермудських островів, в Мексиканській затоці та Карибському морі, також є біля берегів південної Бразилії, Уругваю та Аргентини. Іноді запливає до берегів південної Канади.